# گلس ایزار
گلس ایزار (انگلیسی: Glas Isar) یک خودروی ساخت آلمان است که توسط شرکت گلس بین سال‌های ۱۹۵۸ تا ۱۹۶۵ تولید شد. این خودرو به عنوان یک خودروی خانوادگی جمع‌وجور با موتور عقب و دیفرانسیل عقب طراحی شد. ایزار در چندین مدل بدنه از جمله سدان دو در، استیشن دو در و کوپه دو در موجود بود. ایزار از یک موتور چهار سیلندر ۰٫۹ لیتری یا ۱٫۰ لیتری بهره می برد که حداکثر سرعتی در حدود ۷۰ مایل در ساعت و مصرف سوخت تا ۴۰ مایل در ساعت را ارائه می کرد. با وجود محبوبیت آن در آلمان و سایر کشورهای اروپایی، گلاس ایزار هرگز به طور رسمی به ایالات متحده صادر نشد.